# Pasie Lubuk
Pasie Lubuk is een bestuurslaag in het regentschap Aceh Besar van de provincie Atjeh, Indonesië. Pasie Lubuk telt 288 inwoners (volkstelling 2010).